# Tuanake
Tuanake vagy Mata-rua-puna egy apró atoll a Dél-Csendes-óceánon. A terület politikailag Francia Polinéziához tartozik. Tuanake a Tuamotu-szigetek egyik alcsoportjának, a Raeffsky-szigeteknek a része. A Raeffsky szigetcsoport a Tuamotu szigetcsoport központi részén található. Tuanake a Reffsky-szigetek középső részén található, Tahititől 545 km-re keletre. A háromszög alakú atoll, melynek legnagyobb hosszúsága 9,5 km, legnagyobb szélessége 6,5 km, a területe 6 km². 26 km²-es lagúnájába egyetlen sekély tengerszoros vezet az óceánból, ezért hajóval be lehet jutni a belsejébe. Az atoll legközelebbi szomszédja Hiti 7,5 km-re fekszik keletre.
Az atollon emberek nem élnek.

## Története
A nyugat számára Fabian Gottlieb von Bellingshausen orosz világutazó fedezte fel Tuanake szigetét 1820. július 15-én.
Bellinghausen az atollnak a Raevsky nevet adta. 1840. december 20-án szintén a szigeten járt még Charles Wilkes amerikai felfedező, aki a szigetet a polinéz Tunaki néven említi, majd átnevez Reid Island névre.
A 19. században Makemo francia gyarmattá vált, amelyen ekkor élt néhány ember (1850 környékén).

## Közigazgatás
Makemo az önkormányzati település központja. Hozzá tartozik Haraiki, Raroia, Takume, Katiu, Taenga, Nihiru atollok és a lakatlan Észak-Marutea, Tuanake, Hiti, Dél-Tepoto atollok. A közigazgatási terület lakossága 1422 fő (2007).

## További információ
- Atoll lista (franciául) Archiválva 2007. február 28-i dátummal a Wayback Machine-ben